# Österreichische Fußballnationalmannschaft (U-23-Männer)
Die österreichische U-23-Fußballnationalmannschaft war eine Auswahlmannschaft österreichischer Fußballspieler, die dem Österreichischen Fußball-Bund unterlag.

## Geschichte
Die U23-Nationalmannschaft trug seit den frühen 1950er-Jahren offizielle Spiele aus, zum Großteil gegen andere U23-Nationalmannschaften, aber auch gegen andere Auswahlen und Vereinsmannschaften. Das erste Turnier, an dessen Qualifikation die Mannschaft teilnahm, war die Erstaustragung der U-23-Europameisterschaft im Jahr 1972. Hier begann für das Team im Oktober das erste Spiel, eine 1:3-Niederlage gegen Italien. Die weiteren Spiele folgten im Jahresverlauf 1971, jedoch gelang hier erst im vierten und letztem Spiel noch einmal ein 2:0-Sieg gegen Italien, so platzierte sich die Mannschaft nur auf dem letzten Platz ihrer Gruppe und schaffte es so nicht in die Finalrunde.
Auch bei der nächsten Austragung lief es in der Qualifikation nicht wirklich besser und gegen Schweden und die UdSSR. Gelang lediglich gegen ersteren im Hinspiel noch ein 1:1. Damit endete die Gruppe für die Österreicher auch hier erneut auf dem letzten Tabellenplatz. Bei der Turnierqualifikation für die Austragung im Jahr 1976, gelang es dem Team dann zumindest, durch einen 3:1-Hinspielsieg über Luxemburg und einem 1:1 im Rückspiel einige Punkte zu sammeln. Gegen Ungarn reichte es dann zumindest im Hinspiel noch zu einem 2:2. So stand man am Ende mit 4:4 Punkten als zweitplatzierter da, womit die Mannschaft auch diesmal den Einzug in die Finalrunde verpasste.
Nach dieser Austragung wurde der Platz der Mannschaft von der U-21 eingenommen, welche seitdem bei der Qualifikation zu dem Turnier startberechtigt ist. Ob die Mannschaft danach noch etwaige Freundschaftsspiele ausgetragen hat, ist nicht bekannt.

## Ergebnisse bei der Europameisterschaft
| Jahr | Platzierung        |
| ---- | ------------------ |
| 1972 | nicht qualifiziert |
| 1974 | nicht qualifiziert |
| 1976 | nicht qualifiziert |